# Danh sách quốc gia châu Á theo diện tích
Dưới đây là danh sách các quốc gia châu Á theo diện tích.
Một số quốc gia có diện tích trải dài trên nhiều đại lục hoặc có lãnh thổ nằm bên ngoài châu Á. Các nước này được đánh dấu bằng dấu hoa thị. (*)
Trong các dạng thống kê thì thống kê diện tích là ít biến chuyển nhất, có một số ngoại lệ như: mở rộng bằng cách lấn biển (Singapore, Ma Cao, Hàn Quốc), thay đổi vì tranh chấp, chiến tranh...

## Các quốc gia có chủ quyền
| Hạng | Quốc gia                             | Diện tích (km²)o | Ghi chú                                                                                        |  |
| ---- | ------------------------------------ | ---------------- | ---------------------------------------------------------------------------------------------- |  |
| 1    | Nga*                                 | 13,100,000       | 17,125,200 km² nếu tính cả phần châu Âu                                                        |  |
| 2    | Trung Quốc                           | 9,596,961        | không tính Hồng Kông, Ma Cao, Đài Loan và phần diện tích/hải đảo còn đang tranh chấp           |  |
| 3    | Ấn Độ                                | 3,287,263        |                                                                                                |  |
| 4    | Kazakhstan*                          | 2,455,034        | 2,724,902 km² nếu tính cả phần châu Âu                                                         |  |
| 5    | Ả Rập Xê Út                          | 2,149,690        |                                                                                                |  |
| 6    | Iran                                 | 1,648,195        |                                                                                                |  |
| 7    | Mông Cổ                              | 1,564,116        |                                                                                                |  |
| 8    | Indonesia*                           | 1,472,639        | 1,904,569 km² nếu tính cả phần Châu Đại Dương                                                  |  |
| 9    | Pakistan                             | 796,095          | 882,363 km² nếu tính cả Gilgit-Baltistan và AJK                                                |  |
| 10   | Thổ Nhĩ Kỳ*                          | 747,272          | 783,562 km² nếu tính cả phần châu Âu                                                           |  |
| 11   | Myanmar                              | 676,578          |                                                                                                |  |
| 12   | Afghanistan                          | 652,230          |                                                                                                |  |
| 13   | Yemen                                | 527,968          |                                                                                                |  |
| 14   | Thái Lan                             | 513,120          |                                                                                                |  |
| 15   | Turkmenistan                         | 488,100          |                                                                                                |  |
| 16   | Uzbekistan                           | 447,400          |                                                                                                |  |
| 17   | Iraq                                 | 438,317          |                                                                                                |  |
| 18   | Nhật Bản                             | 377,975          |                                                                                                |  |
| 19   | Việt Nam.                            | 331,212          |                                                                                                |  |
| 20   | Malaysia                             | 330,803          |                                                                                                |  |
| 21   | Oman                                 | 309,501          |                                                                                                |  |
| 22   | Philippines                          | 300,000          |                                                                                                |  |
| 23   | Lào                                  | 237,955          |                                                                                                |  |
| 24   | Kyrgyzstan                           | 199,951          |                                                                                                |  |
| 25   | Syria                                | 185,180          | Bao gồm các phần thuộc cao nguyên Golan                                                        |  |
| 26   | Campuchia                            | 181,035          |                                                                                                |  |
| 27   | Bangladesh                           | 147,570          |                                                                                                |  |
| 28   | Nepal                                | 147,181          |                                                                                                |  |
| 29   | Tajikistan                           | 143,100          |                                                                                                |  |
| 30   | Triều Tiên                           | 120,538          |                                                                                                |  |
| 31   | Hàn Quốc                             | 100,363          |                                                                                                |  |
| 32   | Jordan                               | 89,342           |                                                                                                |  |
| 33   | Azerbaijan*                          | 86,600           | Đôi lúc được xem là thuộc châu Âu                                                              |  |
| 34   | Các tiểu vương quốc Ả Rập Thống nhất | 83,600           |                                                                                                |  |
| 35   | Gruzia*                              | 69,000           | Đôi lúc được xem là thuộc châu Âu                                                              |  |
| 36   | Sri Lanka                            | 65,610           |                                                                                                |  |
| 37   | Ai Cập*                              | 60,000           | 1,002,450 km² nếu tính cả phần châu Phi                                                        |  |
| 38   | Bhutan                               | 38,394           |                                                                                                |  |
| 39   | Đài Loan                             | 36,193           | ngoại trừ Hồng Kông, Macau, Trung Hoa đại lục và các diện tích/hải đảo đang tranh chấp         |  |
| 40   | Armenia*                             | 29,843           | Đôi lúc được xem là thuộc châu Âu                                                              |  |
| 41   | Israel                               | 20,273           |                                                                                                |  |
| 42   | Kuwait                               | 17,818           |                                                                                                |  |
| 43   | Đông Timor                           | 14,874           |                                                                                                |  |
| 44   | Qatar                                | 11,586           |                                                                                                |  |
| 45   | Liban                                | 10,452           |                                                                                                |  |
| 46   | Síp                                  | 9,251            | 5,896 km² không bao gồm Bắc Síp. Về mặt chính trị, đôi lúc nước này được xem là thuộc châu Âu. |  |
| 47   | Palestine                            | 6,220            |                                                                                                |  |
| 48   | Brunei                               | 5,765            |                                                                                                |  |
| 49   | Bahrain                              | 765              |                                                                                                |  |
| 50   | Singapore                            | 728.6            |                                                                                                |  |
| 51   | Maldives                             | 300              |                                                                                                |  |
|      | Tổng                                 | ~ 44,579,000     |                                                                                                |  |

| STT | Các nước Cộng hòa tự trị nằm trong thành phần liên bang Nga ở khu vực Châu Á | Diện tích (Km2) |
| --- | ---------------------------------------------------------------------------- | --------------- |
| 1   | Cộng hòa Altai                                                               | 92.600          |
| 2   | Cộng hòa Bashkortostan                                                       | 143.600         |
| 3   | Cộng hòa Buryatia                                                            | 351.300         |
| 4   | Cộng hòa Chechnya                                                            | 15.300          |
| 5   | Cộng hòa Dagestan                                                            | 50.300          |
| 6   | Cộng hòa Ingushetiya                                                         | 3.685           |
| 7   | Cộng hòa Kabardino-Balkaria                                                  | 12.500          |
| 8   | Cộng hòa Karachay-Cherkessia                                                 | 14.100          |
| 9   | Cộng hòa Khakassia                                                           | 61.900          |
| 10  | Cộng hòa Bắc Ossetia-Alania                                                  | 8.000           |
| 11  | Cộng hòa Sakha                                                               | 3.083.523       |
| 12  | Cộng hòa Tuva                                                                | 170.500         |
| 13  | Cộng hòa Adygea                                                              | 7,600           |
| 14  | Cộng hòa Kalmykia                                                            | 76.100          |

## Những quốc gia được công nhận hạn chế
| STT | Các nước Cộng hòa nằm trong khu vực Kavkaz | Diện tích (Km2) | Ghi chú                        |
| --- | ------------------------------------------ | --------------- | ------------------------------ |
| 1   | Cộng hòa Artsakh                           | 11.458          | tuyên bố độc lập từ Azerbaijan |
| 2   | Cộng hòa Abkhazia                          | 8.660           | tuyên bố độc lập từ Gruzia     |
| 3   | Cộng hòa Nam Ossetia                       | 3.900           | tuyên bố độc lập từ Gruzia     |

| STT | Các nước khác               | Diện tích (Km2) | Ghi chú                          |
| --- | --------------------------- | --------------- | -------------------------------- |
| 1   | Cộng hòa Bắc Síp Thổ Nhĩ Kỳ | 3.355           | tuyên bố độc lập từ Cộng hòa Síp |

## Các thuộc địa còn sót lại của chế độ thực dân Châu Âu
| STT | Các nước Cộng hòa nằm trong khu vực Kavkaz | Diện tích (Km2) | Ghi chú                                 |
| --- | ------------------------------------------ | --------------- | --------------------------------------- |
| 1   | Akrotiri và Dhekelia                       | 254             | các căn cứ quân sự có chủ quyền của Anh |
| 2   | Đảo Giáng Sinh                             | 135             | lãnh thổ Ấn Độ Dương thuộc Úc           |
| 3   | Lãnh thổ Ấn Độ Dương thuộc Anh             | 60              | lãnh thổ Ấn Độ Dương thuộc Anh          |
| 4   | Quần đảo Cocos (Keeling)                   | 14              | lãnh thổ Ấn Độ Dương thuộc Úc           |